# Lapindo Brantas
PT Lapindo Brantas est une compagnie pétrolière indonésienne d'exploration pétrolière et gazière, filiale de PT Energi Mega Persada Tbk et détenue à hauteur de 60 % par le Bakrie Group. 
Lapindo Brantas a été la cible de critiques à la suite de l'apparition du volcan de boue de Sidoarjo en mai 2006.
En mars 2010, l'entreprise se voit décerner pour la seconde fois, par le gouvernement de Java oriental, un prix pour ses performances en matières de sécurité et de santé au travail.